# Canon EOS 350D
Máy ảnh  Canon EOS 350D (ở Mỹ có tên gọi Rebel XT, ở Nhật Bản là Kiss N) là một máy ảnh kỹ thuật số ống kính đơn phản xạ có bộ cảm biến CMOS kiểu APS-C 8 megapixel, là một trong những máy thuộc dòng máy ảnh EOS của hãng Canon
Máy được phát hành vào tháng 2 năm 2005, sau 3 tháng kể từ khi phát hành Canon EOS 300D. Canon EOS 350D tương thích với loại ống kính EF và EF-S.

## Ảnh chụp bởi Canon EOS 400D

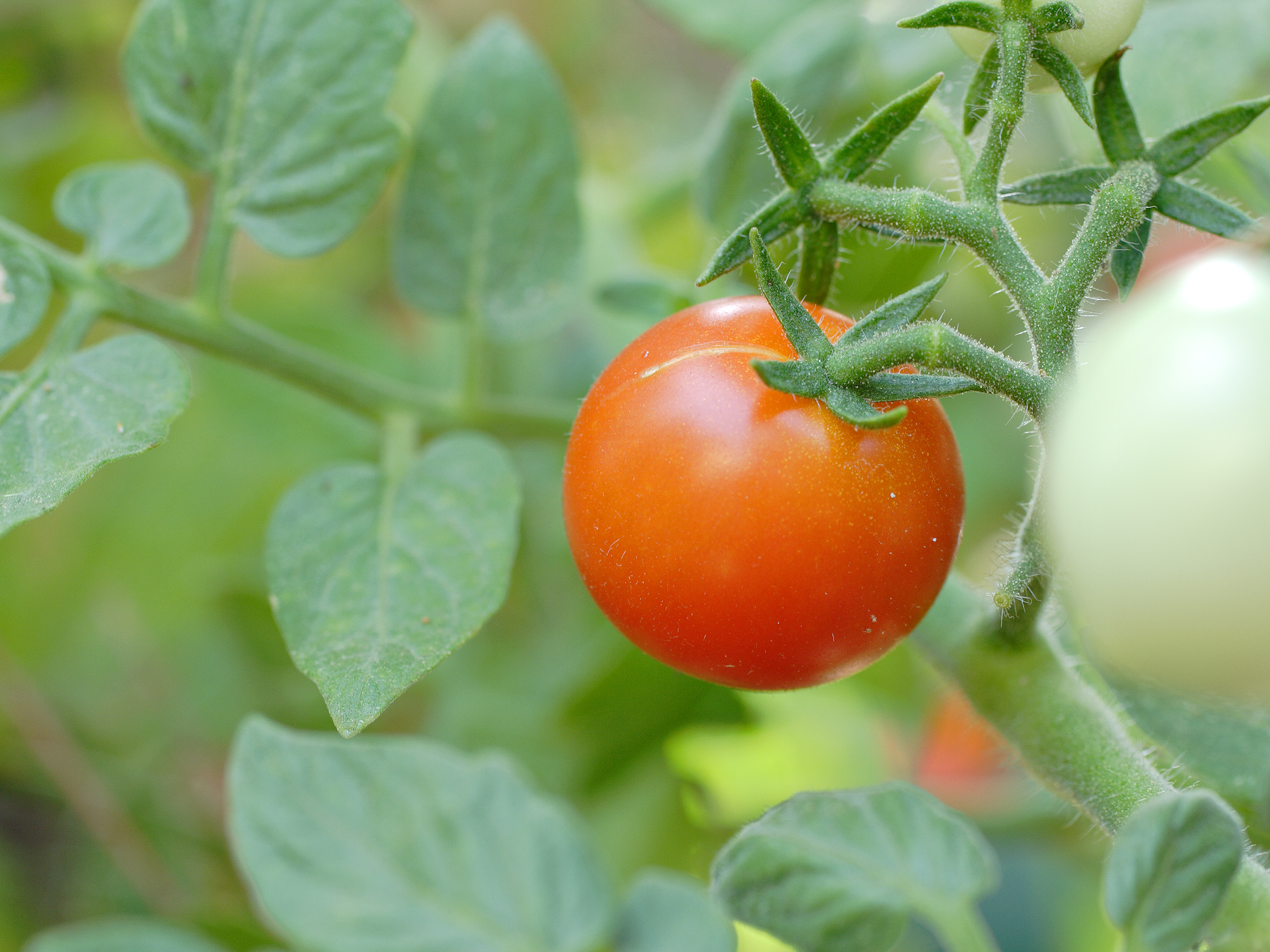
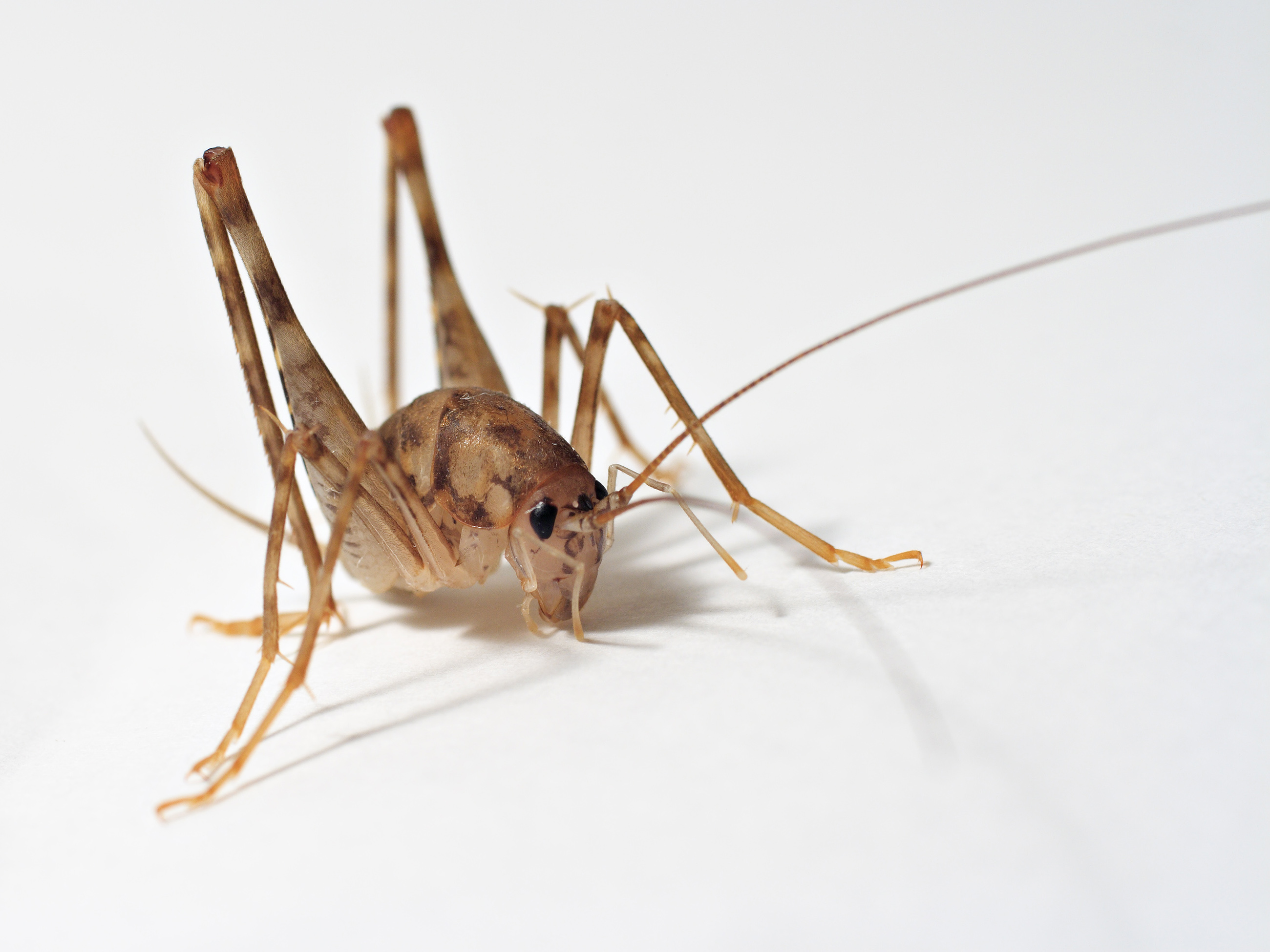
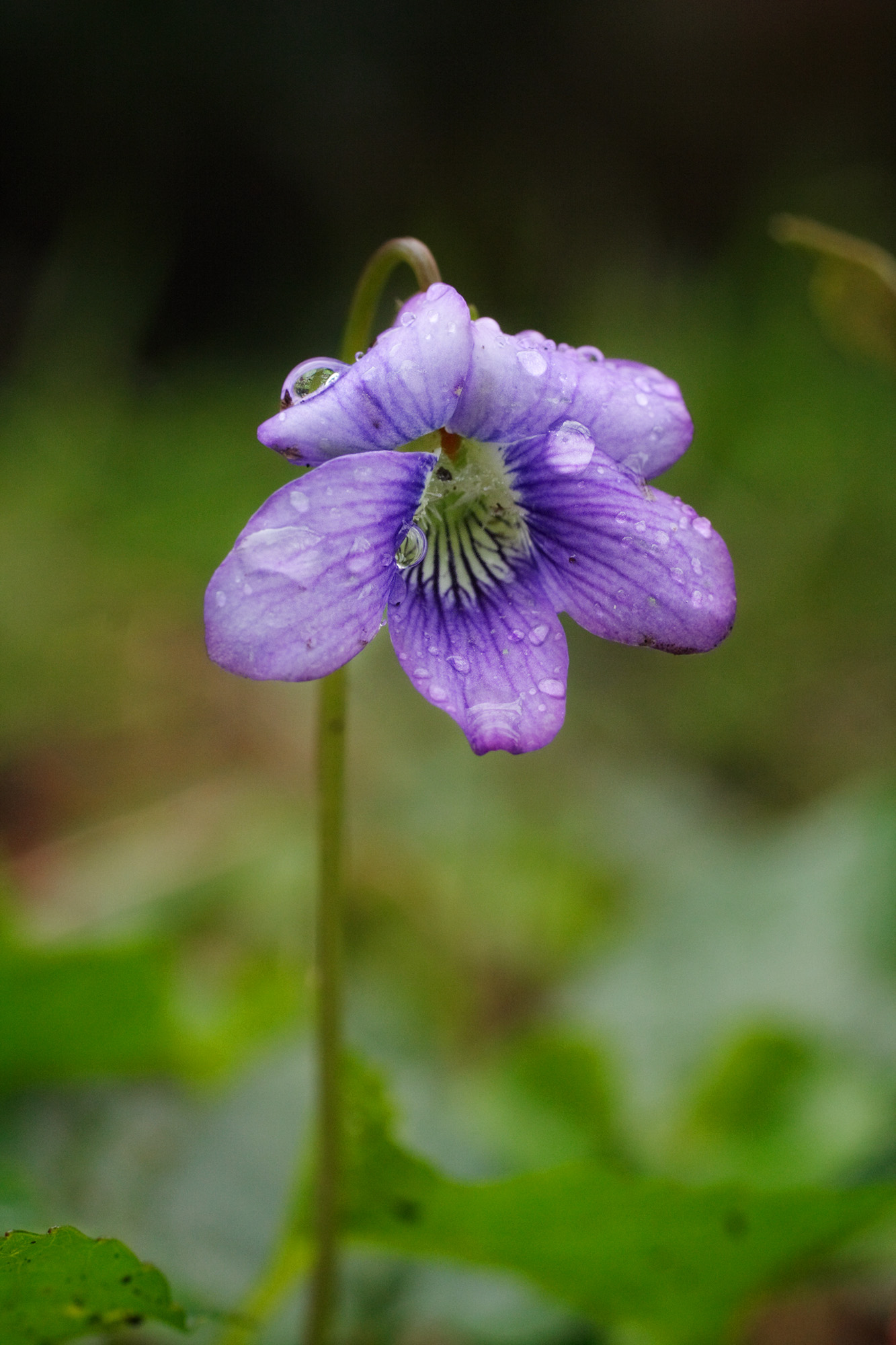

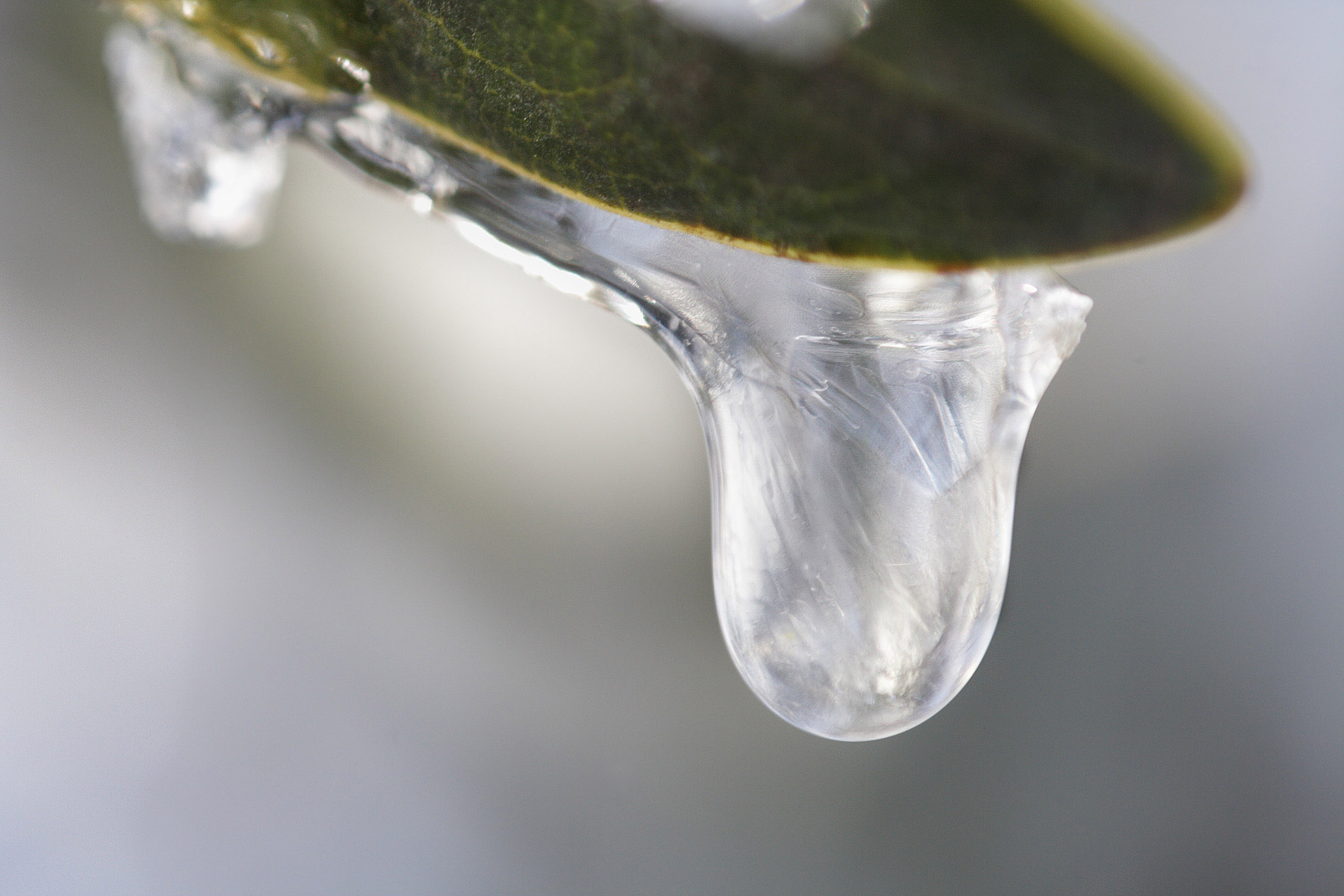
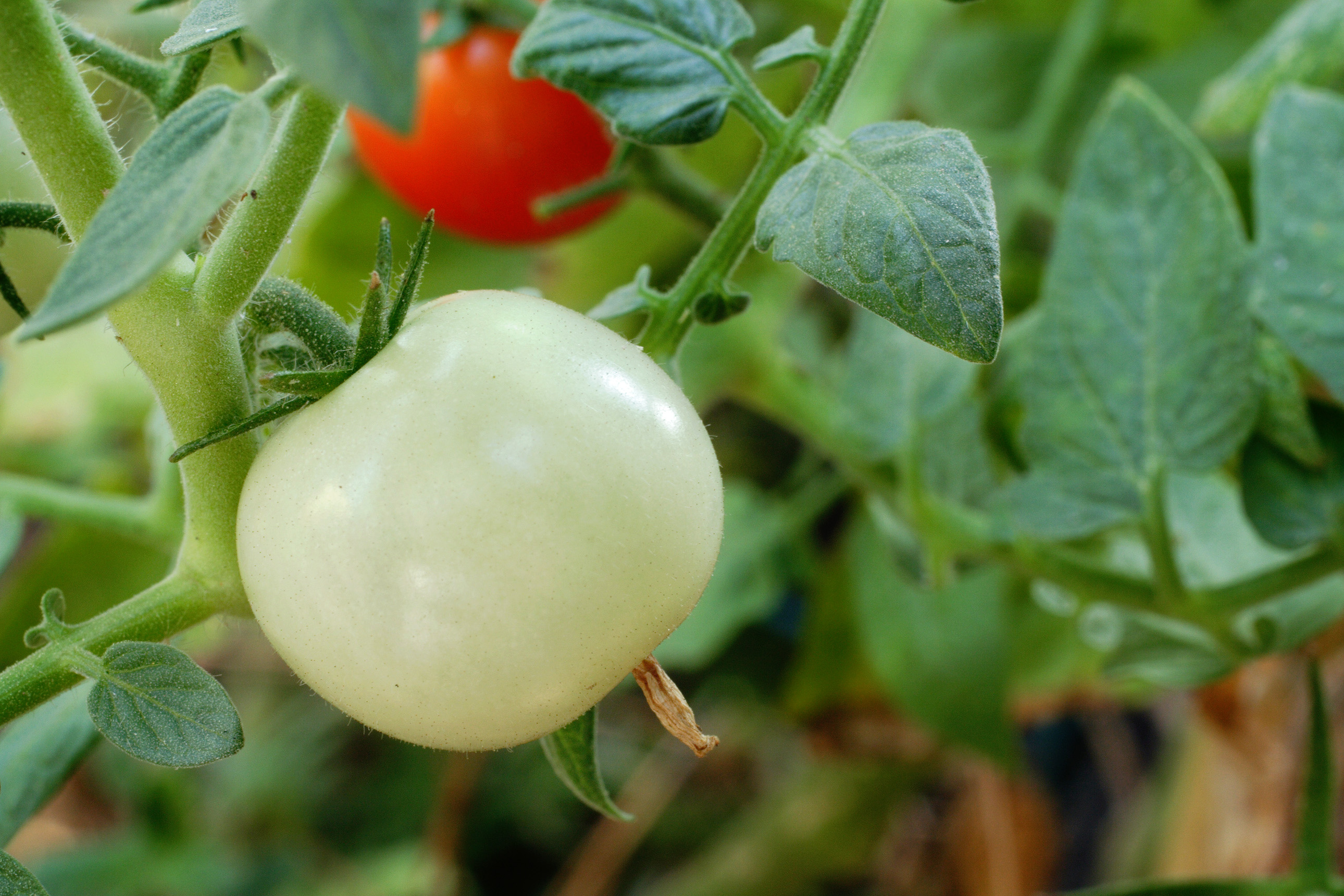
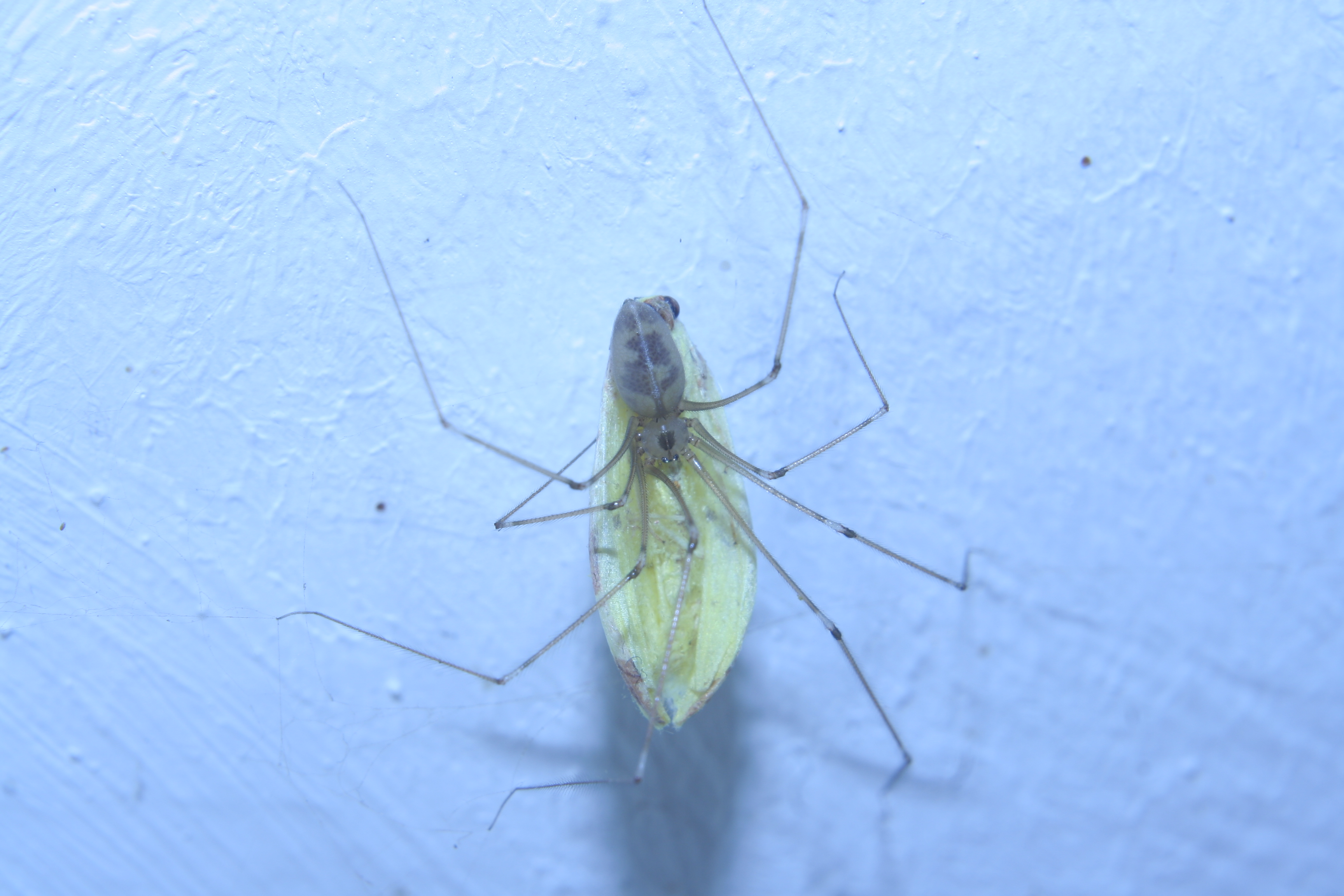

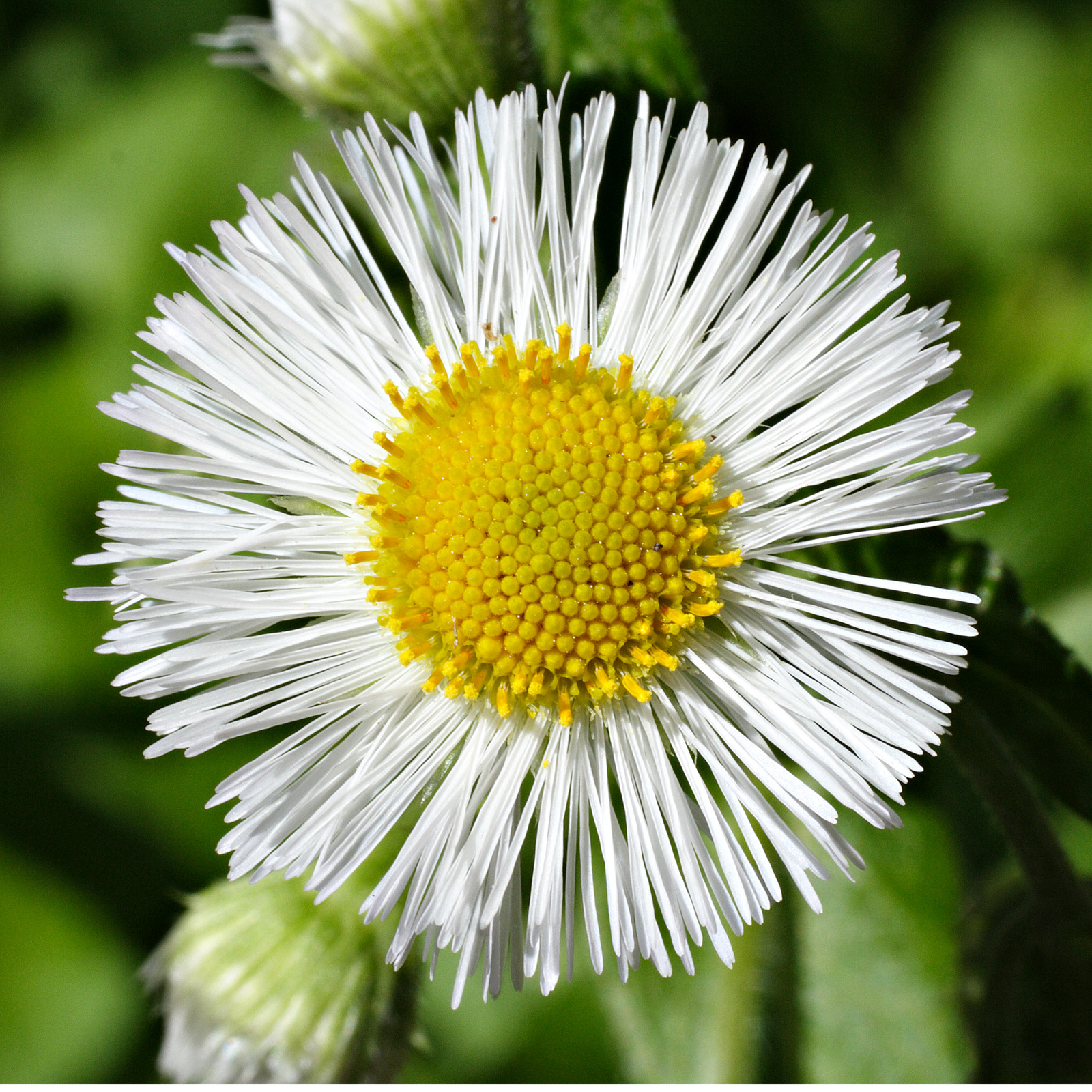
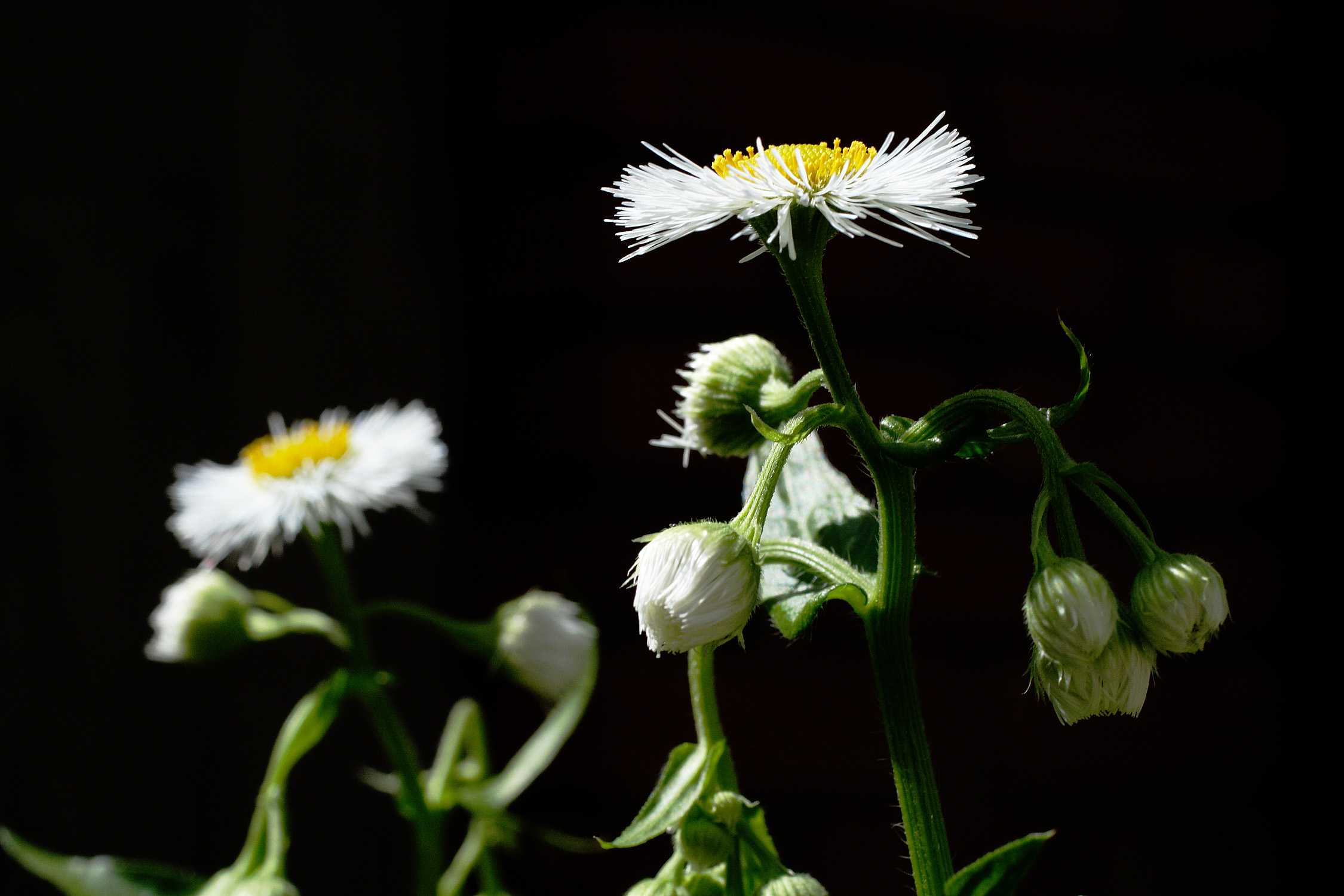
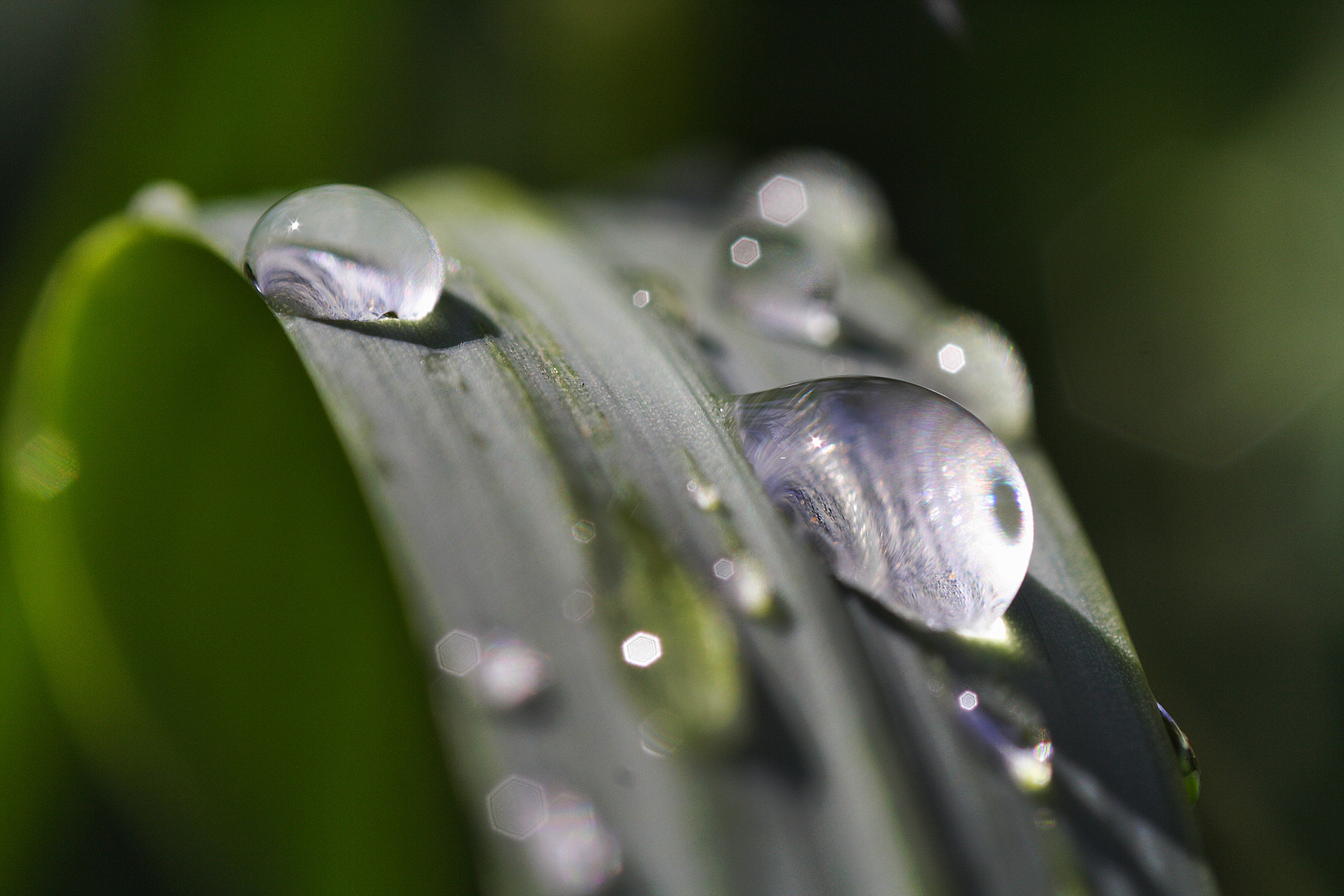

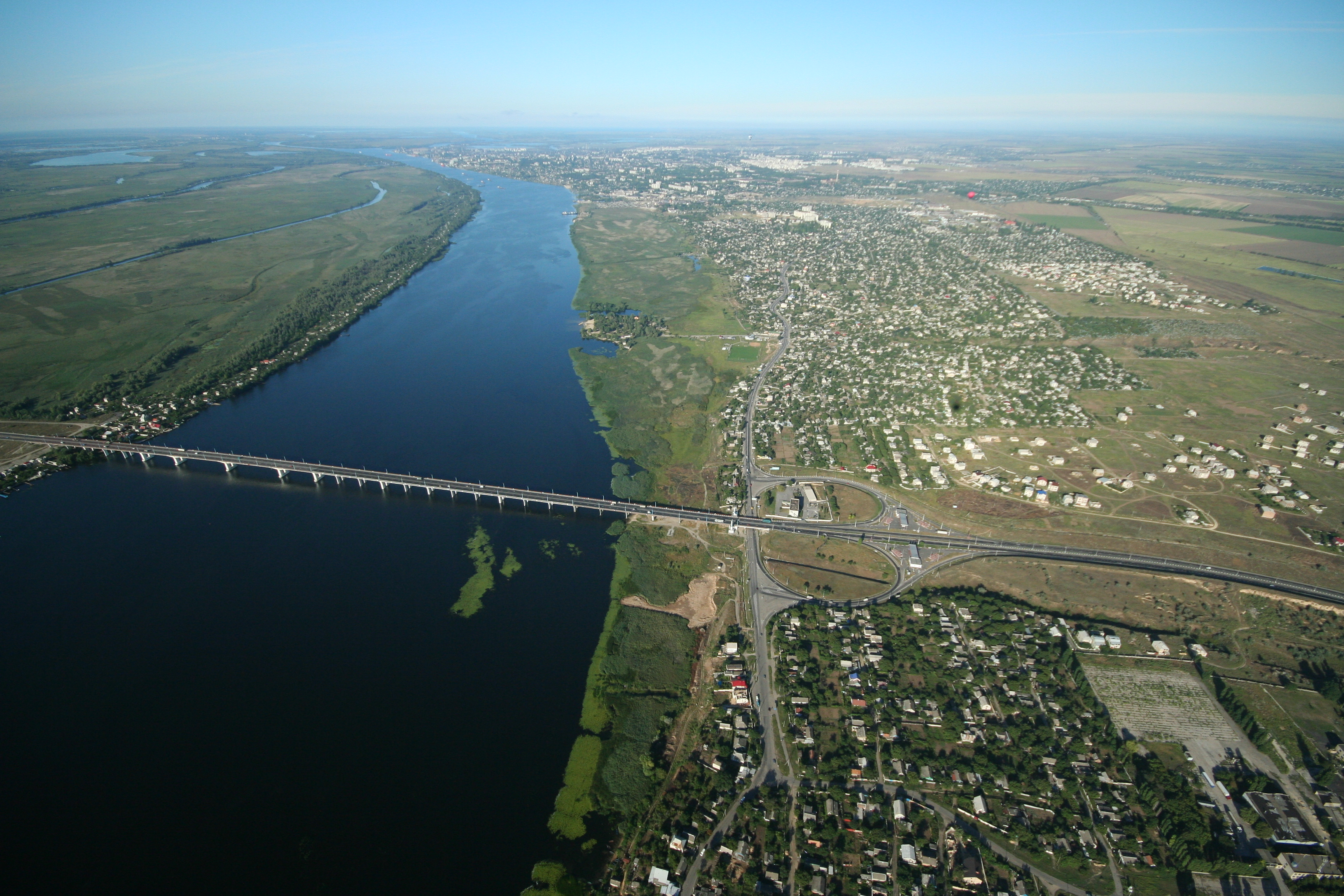
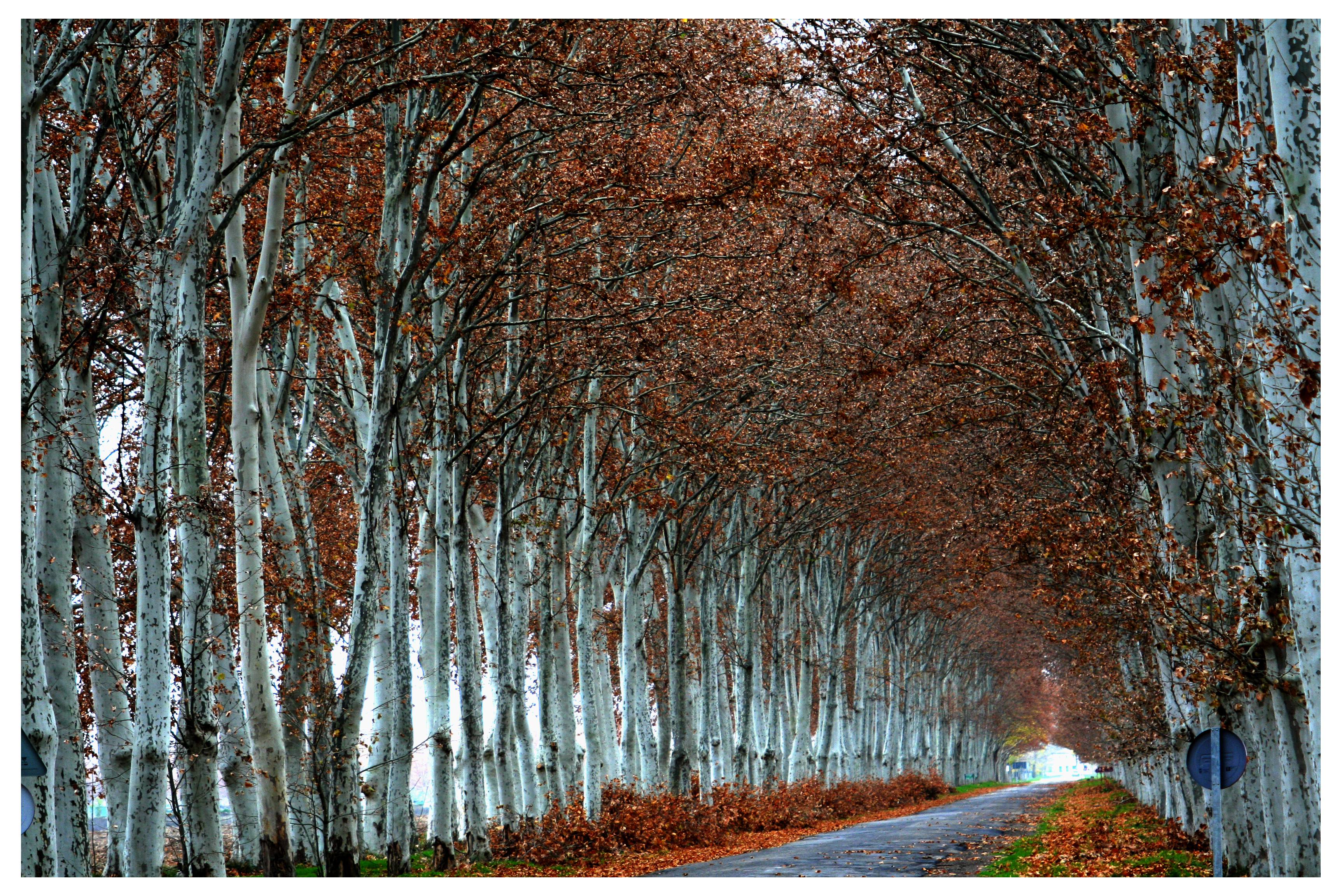
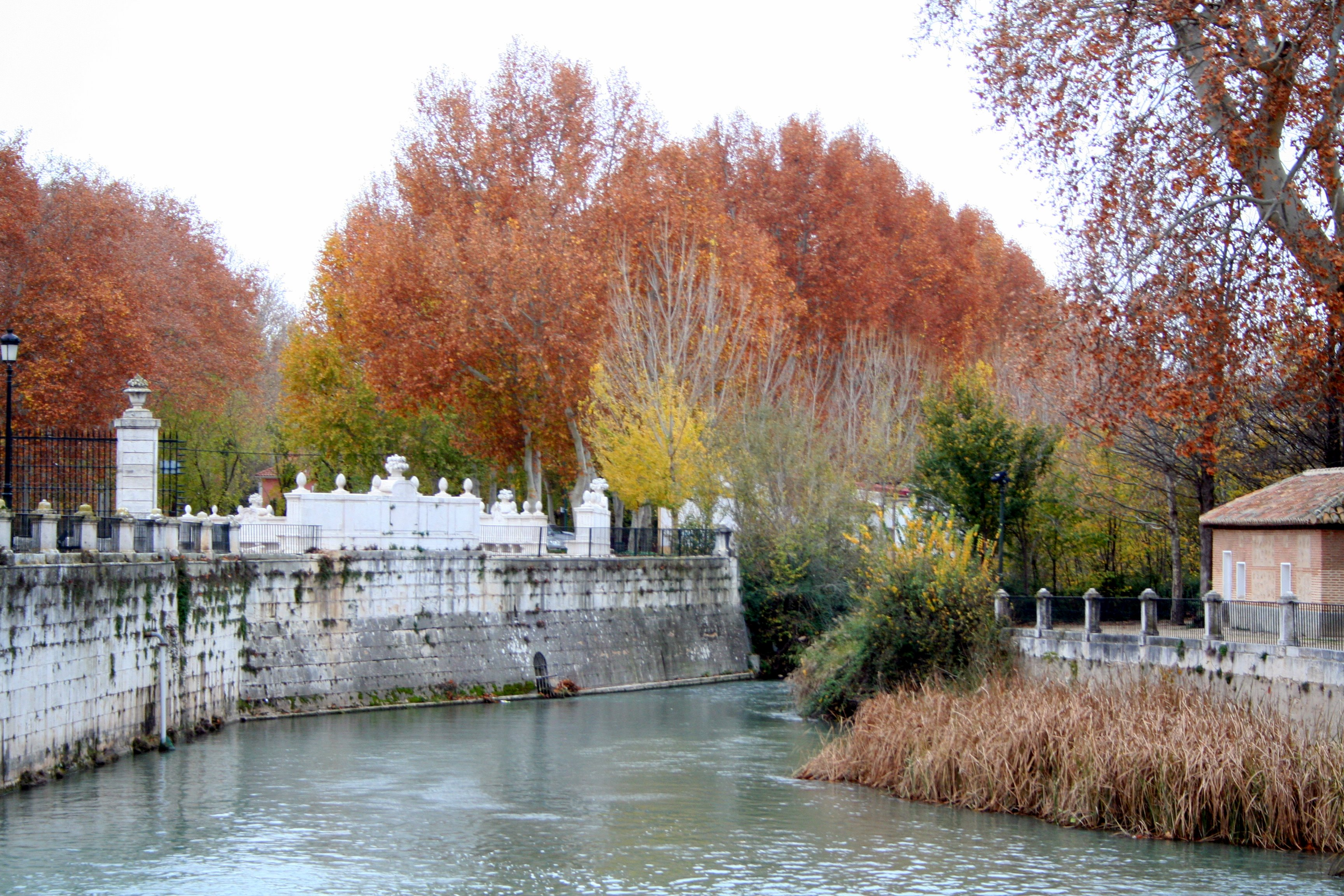

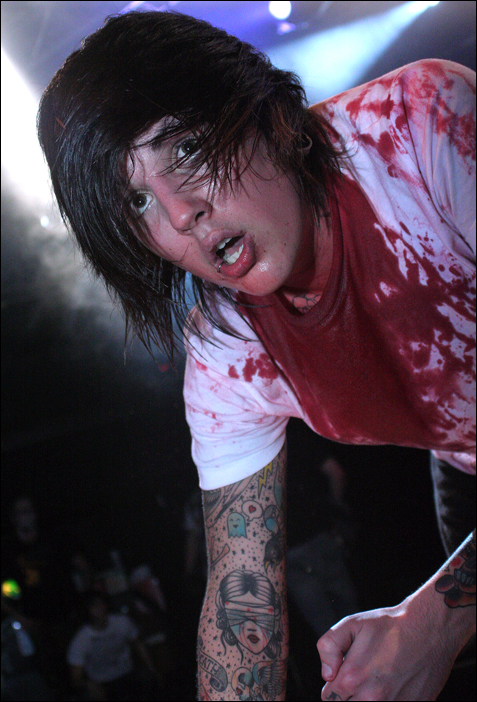
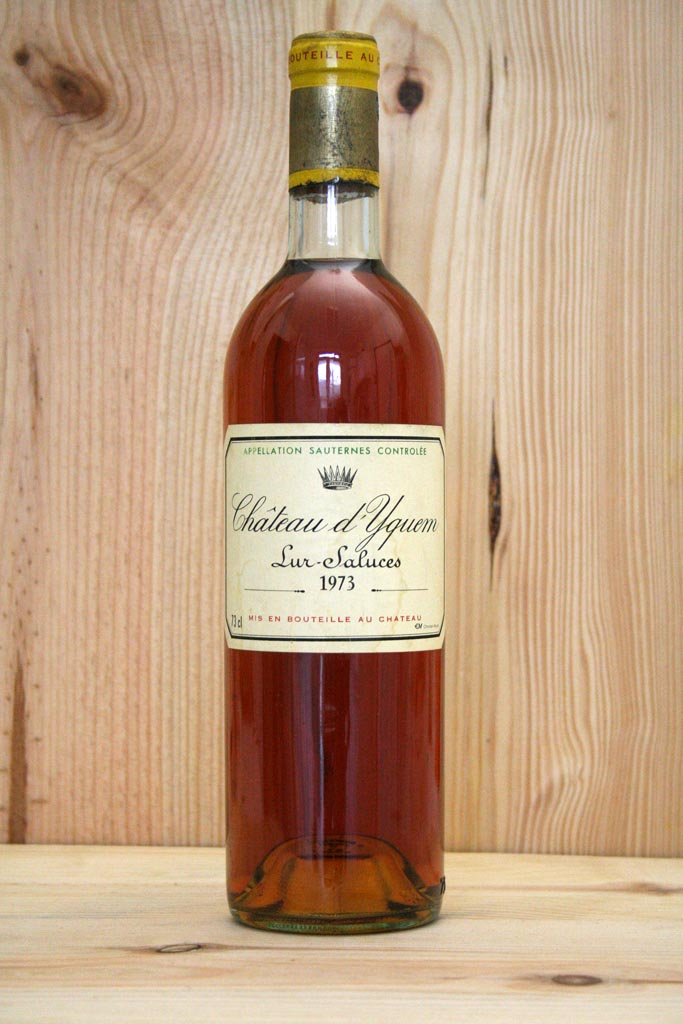
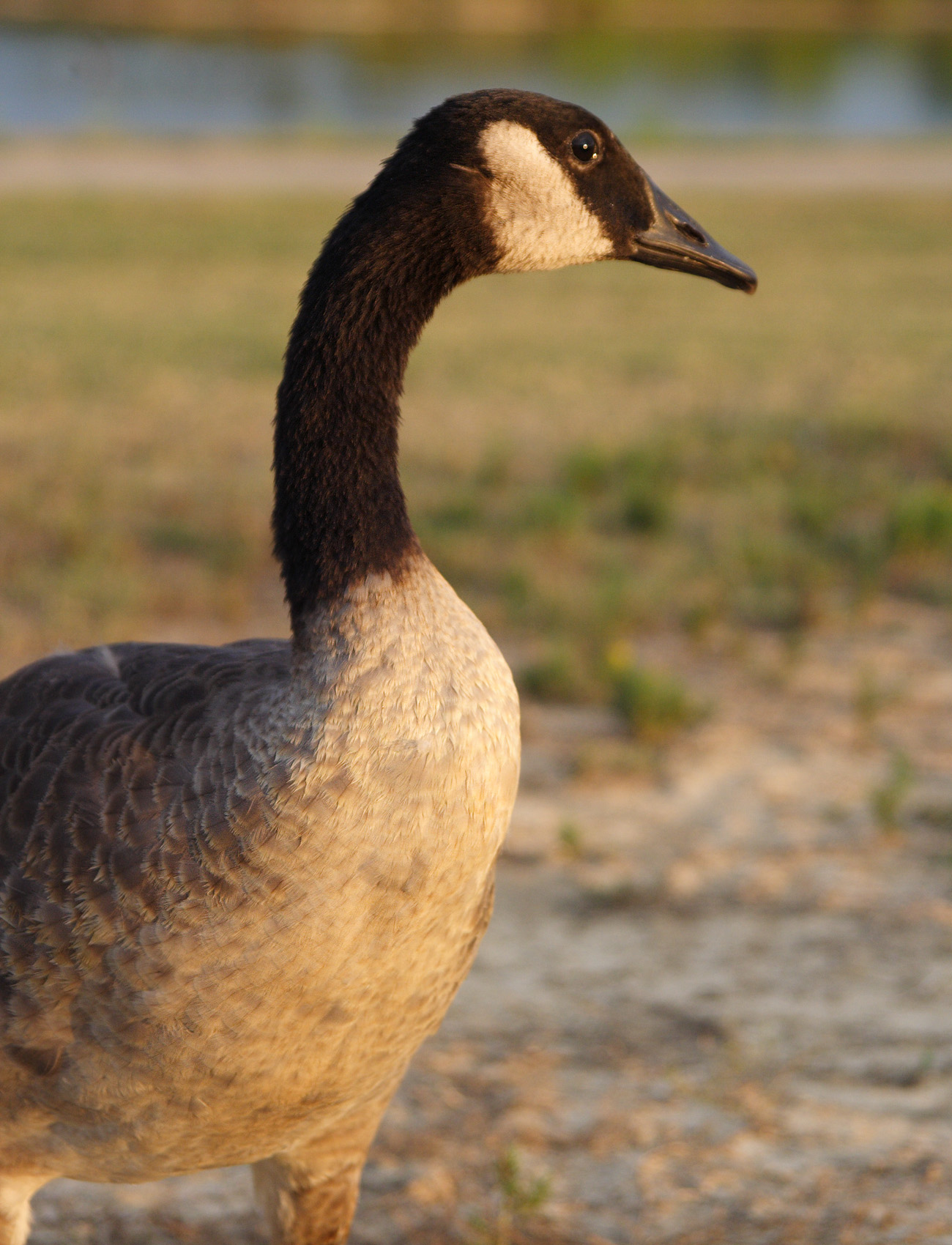

- Ảnh Macro

- Ảnh phong cảnh

- Ảnh chân dung